# Hemerobius paruulus
Hemerobius paruulus is een insect uit de familie van de bruine gaasvliegen (Hemerobiidae), die tot de orde netvleugeligen (Neuroptera) behoort. 
Hemerobius paruulus is voor het eerst wetenschappelijk beschreven door Müller in 1764.